# Герб Троїцького району
Герб Тр́оїцького райо́ну — офіційний символ Троїцького району Луганської області.

## Опис
Герб району являє собою геральдичний щит іспанської форми, розділений по горизонталі на два рівні поля блакитного та жовтого кольорів.
В центрі щита у блакитному полі розміщено зображення Свято-Троїцької церкви. Храм оточений червоною стрічкою, що містить напис «ТРОЇЦЬКИЙ РАЙОН» та рік його заснування — 1926. В жовтому полі зображена грона калини з двома листочками. У нижній частині герба розміщено квітку соняшника.
У вільній частині щита розміщено зображення гербу Луганської області.

## Символіка
- Свято-Троїцький храм вказує на походження назви району.
- Соняшник символізує розвиток сільського господарства.
- Герб області вказує на адміністративну приналежність району.